# 鲁迅美术学院
鲁迅美术学院（英文：LuXun Academy of Fine Arts）简称“鲁美”，旧名鲁迅艺术学院。是位于中华人民共和国辽宁省的一所艺术类高校。学校前身是1938年建于延安的鲁迅艺术学院，由毛泽东、周恩来等倡导创建。1945年，延安鲁艺迁校至东北。1958年发展为鲁迅美术学院。是中国东北地区唯一一所多学科门类与多学历层次的高等美术学府，中国八大美院之一。
学校有沈阳和大连两个校区，校园总占地面积95.8万平方米；设有17个教学单位，共开设16个本科专业；有全日制本科生、研究生7478人，教职工919人。

## 校史
1938年4月10日，鲁迅艺术学院创建于延安。毛泽东亲自为学院书写校名和“紧张、严肃、刻苦、虚心”的校训，并题词“抗日的现实主义、革命的浪漫主义”。 
1946年，鲁迅艺术学院先后迁校至齐齐哈尔、佳木斯、哈尔滨和沈阳。
1949年，学校曾更名为东北鲁迅文艺学院。
1953年，以美术部为基础组建成东北美术专科学校，建址于建址于沈阳南湖。
1958年，沈阳师范学院（艺术部分）并入东北艺术专科学校。同年，学校发展成鲁迅美术学院。 

## 院系

### 沈阳校区
- 中国画系
- 版画系
- 油画系
- 雕塑系
- 摄影系
- 环境艺术设计系
- 染织服装艺术设计系
- 工业设计系
- 美术史论系
- 文化传播与管理系
- 艺术文化研究中心（中国人物画工作室）
- 水性材料系

设有16个专业及方向：中国画、书法、版画、水彩、油画、雕塑、摄影、影视摄影、环境艺术设计、城市规划与设计、染织艺术设计、服装艺术设计、纤维艺术设计、工业设计、美术史论、文化传播与管理。

### 大连校区
- 设有艺术设计和动画两个专业，2011年开始分专业招收本科生。

## 另見
- 魯迅藝術學院
- 邱漢橋